# Margarita Mijailidu
Margarita Mijailidu –también transcrito como Margarita Michailidou, en griego, Μαργαρίτα Μιχαηλίδου– (26 de septiembre de 1987) es una deportista griega que compitió en taekwondo. Ganó una medalla de plata en el Campeonato Europeo de Taekwondo de 2010, en la categoría de –62 kg.

## Palmarés internacional
| Campeonato Europeo | Campeonato Europeo      | Campeonato Europeo | Campeonato Europeo |
| Año                | Lugar                   | Medalla            | Categoría          |
| ------------------ | ----------------------- | ------------------ | ------------------ |
| 2010               | San Petersburgo (Rusia) | Medalla de plata   | –62 kg             |